# Brzeziny (Kalisz)
Pour les articles homonymes, voir Brzeziny (homonymie).
Brzeziny est une localité polonaise, siège de la gmina de Brzeziny, située dans le powiat de Kalisz en voïvodie de Grande-Pologne.